# خوزه دورن (بازیکن فوتبال اسپانیایی)
خوزه دورن (انگلیسی: José Durán؛ زادهٔ ۲۷ ژوئن ۱۹۷۴) بازیکن فوتبال اهل اسپانیا است.
از باشگاه‌هایی که در آن بازی کرده‌است می‌توان به باشگاه فوتبال لوگو اشاره کرد.